# Gayenna
Gayenna là một chi nhện trong họ Anyphaenidae.